# كاتيا جريكو
كاتيا جريكو هي ممثلة إيطالية من مواليد 31 أغسطس 1985 في مدينة ميسينة، إيطاليا. في عام 2020 ظهرت في الدراما التونسية جزيرة الغفران من إخراج رضا بحي و قد لعبت دور روزا.

## جوائزها
- يوث أوسكار (2012)
- جلوباس-فيا دي كورتي (2020)[3]

## روابط خارجية
- كاتيا جريكو على قاعدة بيانات الأفلام على الأنترنت.
- الموقع الرسمي